# Kepler-88
Kepler-88 ist ein Stern im Sternbild Leier und befindet sich in einer Entfernung von etwas über 1200 Lichtjahren. Der Stern ist der Sonne ähnlich mit einer leicht geringeren Masse und Radius und entsprechend auch einer geringeren Leuchtkraft.
Bei diesem Stern wurden im Jahre 2013 zwei Exoplaneten mithilfe des Weltraumteleskops Kepler entdeckt. Es ist das erste System, bei welchem ein Planet mittels Transit Timing Variation (TTV) entdeckt wurde.

## Planetensystem
Kepler-88 b umläuft den Zentralstern in etwa 11 Tagen. Aus Störungen seines Signals konnte zum ersten Mal mittels der Methode der Transit Timing Variation der Planet Kepler-88 c entdeckt werden. Dieser Planet umläuft den Stern innert 22 Tagen und konnte später mithilfe der Radialgeschwindigkeitsmethode bestätigt werden. Im Jahre 2019 wurde basierend auf Messungen der Radialgeschwindigkeit über einen Zeitraum von 6 Jahren die Entdeckung von Kepler-88 d, einem weiteren Exoplaneten im System bekanntgegeben. Der zusätzliche Planet ist mit einer Umlaufzeit von etwa 1400 Tagen deutlich weiter entfernt und soll in etwa die 3-fache Jupitermasse haben.
| Planet (Reihenfolge vom Stern aus) | Entdeckt | Masse (Erdmassen) | Radius (Erdradien) | Große Halbachse der Bahn (AU) | Umlaufzeit (Tage) | Exzentrizität | Bahnneigung (Grad) |
| ---------------------------------- | -------- | ----------------- | ------------------ | ----------------------------- | ----------------- | ------------- | ------------------ |
| b                                  | 2013     | 9,5 ± 1,1         | 3,44 ± 0,08        | 0,096                         | 10,92             | 0,056         | 89,06 ± 0,07       |
| c                                  | 2013     | 214,1 ± 5,2       | -                  | 0,155                         | 22,26             | 0,057         | 86,2 +1,3−1,6      |
| d                                  | 2019     | 965 ± 44          | -                  | 2,46 ± 0,04                   | 1403 ± 14         | 0,41 ± 0,03   | -                  |